# Чанишева Лілія Айратівна
Лілія Айратівна Чанишева (рос. Лилия Айратовна Чанышева; башк. Лилиә Айрат ҡыҙы Чанышева; тат. Лилия Айрат кызы Чанышева; нар. 6 лютого 1982, Уфа) — російська башкирська політична й громадська діячка, голова штабу Навального в Уфі (2017-2021). Визнана політичною ув'язненою правозахисним центром «Меморіал».

## Біографія
Народилася 6 лютого 1982 року в Уфі, Башкортостан. Батько — Айрат Хусаїнович Чанишев, працював в авіабудуванні та нафтогеофізиці, татарин башкирського походження, мати, Тетяна Миколаївна, росіянка за національністю, що приїхала в Уфу за розподілом з Іванівської області.
Навчалася в уфімській школі № 119, закінчила з відзнакою. Закінчила Уфімський коледж статистики, інформатики та обчислювальної техніки з червоним дипломом.
Переїхала до Москви, де закінчила Фінансовий університет при уряді Росії. Під час навчання на четвертому курсі почала працювати в російській філії консалингово-аудиторської компанії PricewaterhouseCoopers з «великої четвірки».
У 2011 році вивчала пряму трансляцію з виборчих дільниць виборів до Державної думи у пошуках порушень.
У 2013 році повернулася до Уфи та почала працювати у філії Deloitte, іншої консалингово-аудиторської компанії з «великої четвірки», де працювала до 2017 року.
У 2013 році брала участь як волонтер у виборчій кампанії Олексія Навального на виборах мера Москви. Вступила до «Партії прогресу» Навального. У 2014 році була спостерігачем на виборах від «Голосу».
У 2016 році працювала спостерігачем на виборах у Курултай Башкортостану та заявила про виявлення порушень у роботі виборчої комісії. Організовувала протести проти закону Ярової.

### Діяльність у штабі Навального
У 2017 році Чанишева стала головою штабу Навального в Уфі та очолювала його до 2021 року, коли мережу штабів Навального було закрито у зв'язку із закладом кримінальної справи про екстремізм. Чанишева випускала розслідування та займалася організацією протестних акцій. Видання «Настоящее время» пише, що Чанишева «грала велику роль у суспільно-політичному житті Башкирії: Лілія випускала якісні розслідування, аналізувала бюджет республіки та виступала зі своїми поправками», при цьому місцева влада перешкоджала її діяльності.
У червні 2017 року Чанишева організовувала антикорупційний мітинг в Уфі. У січні 2018 року була заарештована на п'ять діб за заклики до неузгодженого мітингу. У травні 2018 року провела 18 діб у спецприймачі за акцію «Він нам не цар» проти четвертого президентського терміну Володимира Путіна.
У жовтні 2018 року Чанишева висувалась у сітіменеджери Уфи, але не була допущена до участі у конкурсі з формальних причин. У липні 2019 року висувалась до міської ради Уфи, але не була допущена, оскільки було забраковано 10 % підписів, у тому числі підписи людей, які особисто прийшли до виборчої комісії.
У вересні 2019 року штаб Навального в Уфі випустив розслідування «Модні секрети дружини Хабірова», в якому Чанишева стверджувала, що Каріна Хабірова, дружина голови Башкортостану Радія Хабірова, має дорогий брендовий одяг загальною вартістю близько 5,5 мільйона рублів, що становить 40 трирічного доходу сім'ї Хабірових. Російська служба Бі-бі-сі пише, що таке «життя чиновника не за коштами побічно вказує на корупцію».
У листопаді 2019 року Чанишева прийшла на громадські слухання з приводу бюджету Башкортостану, які проходили в Курултаї Башкортостану, щоб дізнатися про причину скорочення витрат на освіту, культуру та спорт. Вона попросила дати їй слово на дві хвилини, їй сказали, що за регламентом слухання завершено, вона вийшла до трибуни зі словами «Як збільшити дохідну частину бюджету? Менше крайте, панове, менше їжте, менше підвищуйте собі зарплату і менше платіть пропагандистським ЗМІ», після чого була вилучена із зали охоронцями.
У січні 2020 року в Уфі невідомі облили фарбою машину Чанишева.
У серпні 2020 року Чанишева та інші башкортостанські активісти успішно захистили шихан Куштау, місцеву соляну гору від промислової розробки. Видання Deutsche Welle називає Чанишева неформальним лідером протестного руху, яка багато в чому вивела протест на федеральний рівень, і пише, що захист шихана зазвичай називають головною перемогою уфімського штабу Навального. Чанишева говорила, що через два місяці після обрання Хабірова губернатором Башкортостану «Башкирська содова компанія» отримала дозвіл на розробку, яку до цього не могла отримати, у зв'язку з чим Чанишева вимагала відставки Хабірова.
У грудні 2020 року Чанишева розкрила схему незаконної закупівлі новорічних ялинок владою Башкортостану, яка була зроблена наприкінці 2020 року в єдиного постачальника, в обхід конкурсу та за завищеною ціною. Регіональне управління Федеральної антимонопольної служби підтвердило незаконність закупівлі та зобов'язало компанію-постачальника повернути до бюджету 115 мільйонів рублів. Відносно чиновника, який підписав договір, було порушено кримінальну справу.
У грудні 2020 року уфімський штаб Навального під керівництвом Чанишева випустив розслідування про те, що з бюджету Башкортостану витрачається близько 100 мільйонів рублів на державні дачі та готелі. У вересні 2021 року вони випустили розслідування про елітну московську нерухомість, яка може належати родині губернатора Хабірова.
У лютому 2021 року після протестів на підтримку Навального Чанишева було заарештовано на 10 діб.

### Кримінальне переслідування
16 квітня 2021 року прокуратура Москви подала позов про визнання ФБК та штабів Навального екстремістськими. Мережа штабів Навального була розпущена, щоб уберегти її співробітників від кримінальних справ, багато хто з них почав їхати з Росії. Чанишена та чоловік залишилися в Росії, вирішивши зосередитися на приватному житті.
9 листопада 2021 Чанишева була затримана у кримінальній справі, звідки була етапована в московське СІЗО-6 «Друкарі», де провела 453 дні в ході попереднього слідства. Їй були пред'явлені звинувачення за трьома статтями:
- ч. 1 ст. 282.1 КК РФ («Організація екстремістської групи»),
- ч. 1 ст. 280 КК РФ («Публічні заклики до здійснення екстремістської діяльності») та
- ч. 3 ст. 239 КК РФ («Пропаганда некомерційної організації, діяльність якої пов'язані зі спонуканням громадян відмовитися від виконання цивільних обов'язків чи скоєння інших протиправних діянь»).

Чанишева звинувачувалася в тому числі в тому, що в червні 2017 року на антикорупційному мітингу в Уфі, проведеному місцевим штабом Навального, Рустем Мулюков, член місцевого відділення партії «Яблуко», вийшов до мікрофона і висловився про корумпованих чиновників, заявивши, що поки що не буде суворого покарання, аж до смерті не буде і справедливості. Слідство стверджувало, що Чанишева дала вказівку Мулюкову виступити із цією промовою. Російська служба Бі-бі-сі пише, що «на мітингу був відкритий мікрофон, виступати могли всі охочі».
Чанишева стала першою соратницею Навального, звинуваченою в участі у діяльності екстремістської групи. Міжнародна правозахисна організація Amnesty International назвала переслідування політично вмотивованим та пред'явленим «в рамках кампанії переслідування однодумців та прихильників Олексія Навального» і зажадала її звільнення. Російський правозахисний центр «Меморіал» повідомив, що вважає Чанишеву, згідно з міжнародними критеріями, політичною ув'язненою, і також зажадав її звільнення. Американська правозахисна організація Human Rights Watch написала, що Чанишева перебуває під вартою у безпідставній справі. Європейський Союз закликав визволити її.
Клопотання з проханням звільнити Чанишеву з-під варти підписали близько 300 осіб, у тому числі Катерина Шульман, Андрій Лошак, Тихон Дзядко, Олександр Плющов, Тетяна Фельгенгауер, Євгенія Альбац. Інтернет-петицію з вимогою припинити кримінальне переслідування Чанишевої підписали майже 2,3 тис. осіб.
У 2022 році, перебуваючи в СІЗО-6 «Друкарі» в Москві, Чанишева намагалася організувати роздільний збір вторинної сировини.
1 березня розпочався судовий процес у Кіровському районному суді Уфи, який був оголошений закритим за клопотанням звинувачення. 14 червня 2023 року суддя Азамат Бікчурін засудив Чанишеву до 7,5 років колонії, визнавши винною за всіма трьома статтями, але призначивши покарання лише за статтею про організацію екстремістської спільноти. Одночасно Мулюкова засудили до 2,5 років колонії загального режиму за участь в екстремістській спільноті. У своєму останньому слові на суді Чанишева, зокрема, сказала: «Якщо ви посадите мене на 12 років, то я вже не встигну народити дитину. Дайте мені шанс стати мамою».

## Особисте життя
2017 року познайомилася з Алмазом Гатіним. У лютому 2021 року він зробив Лілії шлюбну пропозицію, коли її було заарештовано і перебувало в спецприймачі. 17 квітня 2021 року вони одружилися.